# Deltorhinum kempffmercadoi
Deltorhinum kempffmercadoi là một loài bọ cánh cứng trong họ Bọ hung (Scarabaeidae).